# Pan de pintera

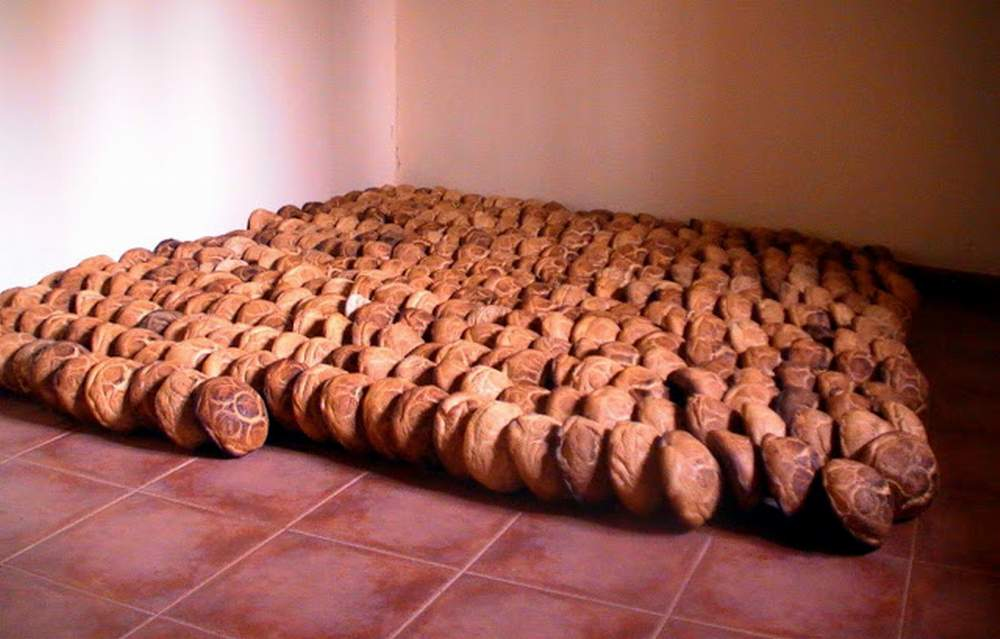
Detalle de los panes de la caridad (molletes) en Mas del Olmo, Ademuz, dispuestos para su bendición

El pan de pintera es un pan rústico redondo típico de la provincia de Teruel, en España, que se caracteriza por los relieves decorativos sobre su corteza. Estos motivos suelen ser filigranas geométricas que provoca el molde sobre el cual los panes son cocidos, llamado «pintera» o «pintadera». 
El pan de estrella, como también es conocido, es uno de los panes aragoneses protegidos por el sello C'Alial, marca de protección del Gobierno de Aragón. Los otros panes C'Alial son el chusco, el pan de cinta y el pan de cañada.

## Nombres
Es un pan que recibe multitud de nombres dependiendo del lugar. Puede conocerse como pan de pintadera, de pintera o de pinta, en referencia a la pintera, que es la herramienta que sirve para marcar la pieza. Es llamado pa de senyalador en la comarca catalanoparlante de Matarraña (siendo el senyalador la pintera misma), y también conocido como pan de estrella, estrellao o bolla según el lugar.

## Origen
Tiene su origen en los hornos comunitarios, pequeñas edificaciones que administraban todos los vecinos colectivamente. El hecho de que los vecinos compartieran el horno planteó la necesidad de diferenciarlos con dibujos que representaban a cada una de las casas del pueblo. El molde podía ser de piedra, cerámica, madera o metálico y la calidad del diseño y las filigranas que contenían determinaban la «buena pinta» del pan resultante; de ahí la expresión «tener buena pinta». Hoy en día, el dibujo más común es el de una esfera central y cinco esferas radiales equidistantes. Esta forma estelar se asocia a Actuel, el mito fundacional de Teruel.
La historia de este pan se remonta por lo menos a la Edad Media. Por ejemplo, se sirvió pan de pintadera en la boda de Isabel de Segura
Su forma es como una hogaza pero más cónica; la miga es esponjosa y blanca, la corteza rugosa, mate y oscura.
En Alagón (provincia de Zaragoza), el «pan estrella» es de tamaño algo menor y se rellena de longaniza o chorizo; también es conocido como pan de jueves lardero: